# 1996年夏季奧林匹克運動會不丹代表團
1996年夏季奧林匹克運動會不丹代表團參加1996年7月19日至8月4日在美國亞特蘭大舉行的1996年夏季奧林匹克運動會，不丹今次是第四次參加夏季奧林匹克運動會，派出兩名運動員參加射箭比賽。

## 比賽成績

### 射箭
射箭運動視為不丹的國技，自從不丹於1984年首次參加夏季奧運會就唯獨只參加射箭項比賽。參加亞特蘭大奧運會的不丹運動員之一的25歲居布章·居布章於上屆奧運會已代表不丹參賽，亦是奧運會開幕禮不丹代表團持旗手。在7月28日舉行的男子個人賽排名賽中，居布章·居布章得到643分，在64名選手中排名第49位。在第一輪比賽中，居布章遇上1989年世界錦標賽冠軍斯坦尼斯拉夫·扎布羅茨基（Stanislav Zabrodsky），他以 156-156 追平，在附加賽以 9-8 落敗。
22歲的烏金·烏金首次參加夏季奧運會。在同樣於7月28日舉行的女子個人賽中，她在排名賽中獲得 580 分，獲得第60位種子。在第一輪比賽中，她以153-126不敵烏克蘭選手奧萊娜·薩多夫尼查（Olena Sadovnycha）。
| 運動員        | 項目 | 排名賽 | 排名賽 | 64強                             | 32強      | 16強      | 半準決賽  | 準決賽    | 決賽/ 銅牌賽 | 決賽/ 銅牌賽 |
| 運動員        | 項目 | 比分   | 種子   | 對手 比數                        | 對手 比數 | 對手 比數 | 對手 比數 | 對手 比數 | 對手 比數    | 排名         |
| ------------- | ---- | ------ | ------ | -------------------------------- | --------- | --------- | --------- | --------- | ------------ | ------------ |
| 居布章·居布章 | 個人 | 643    | 49     | 扎布羅茨基（乌克兰） · L 156–156 | 未能晉級  | 未能晉級  | 未能晉級  | 未能晉級  | 未能晉級     | 未能晉級     |
| 烏金·烏金     | 個人 | 580    | 60     | 薩多夫尼查（乌克兰） · L 126–153 | 未能晉級  | 未能晉級  | 未能晉級  | 未能晉級  | 未能晉級     | 未能晉級     |